# Aspergillus penicilliformis
Aspergillus penicilliformis är en svampart som beskrevs av Kamyschko 1963. Aspergillus penicilliformis ingår i släktet Aspergillus och familjen Trichocomaceae.   Inga underarter finns listade i Catalogue of Life.